# طاجن (المنوفية)
طاجن قرية تابعة لمركز السادات في محافظة المنوفية في جمهورية مصر العربية.